# Eivind Bakkene
Eivind Bakkene (* 9. April 1990) ist ein ehemaliger norwegischer Skilangläufer.

## Werdegang
Bakkene gab sein Debüt im Skilanglauf-Weltcup im Februar 2011 in Drammen, wo er im Sprint Platz 58 belegte. Im Januar 2012 erreichte er mit Rang sieben im Sprint von Åsarna und eine Woche später mit Platz acht im Sprint in Nes seine ersten Top-10-Plätze im Scandinavian Cup. Bei den U23-Weltmeisterschaften 2012 in Erzurum wurde Bakkene Zwölfter im Sprint. Seinen zweiten Weltcupeinsatz beendete Bakkene im Sprint von Drammen im März 2014 auf Rang 56. Im Februar 2015 gelang ihm mit Platz drei im Freistil-Sprint in Jõulumäe seine erste Podiumsplatzierung im Scandinavian Cup. In der Saison 2015/16 holte er mit dem 16. Platz im Sprint in Planica bei seinen dritten und damit letzten Weltcupeinsatz seine einzigen Weltcuppunkte.